# Nova Škotska med ameriško revolucijo
Provinca Nova Škotska je bila močno vpletena v ameriško revolucionarno vojno (1775–1783). Takrat je Nova Škotska vključovala tudi današnji New Brunswick, dokler ta kolonija ni bila ustanovljena leta 1784. Revolucija je imela pomemben vpliv na oblikovanje Nove Škotske, "skoraj 14. ameriške kolonije". Na začetku je v Novi Škotski vladala negotovost ali naj se kolonija pridruži Američanom v vojni proti Britaniji. Velik del podpore britanski strani v Nove Škotske je izviral od ameriških privatnikov, ki so napadali vasice Nove Škotske, kar je ljudstvo pripeljalo do trdne podpore Britancem. Tisoči lojallistov so med vojno pobegnili v Novo Škotsko, mnogi pa so bili po podpisu Pariškega sporazuma leta 1783 preseljeni v regij".

## Ozadje
V zgodovini Nove Škotske je več nekdanjih prebivalcev Nove Anglije nasprotovalo Zakonu o žigih iz leta 1765, vendar so bili nedavni britanski priseljenci in poslovni interesi usmerjeni v London, ki so imeli sedež v Halifaxu, Nova Škotska, provincionalnem glavnem mestu, bolj vplivni pri ohranjanju zvestobe kolonije krone. Edini večji javni protesta je bilo obešanje podobe distributerja žigov Johna Stuarta. Zakon je bil uveden v obeh provincah, vendar je distributer žigov v Novi Scotiji odstopil januarja 1766 zaradi neupravičenih strahov za svojo varnost. Oblasti so tam prejele ukaz, da dovolijo ladjam s papirji brez žigov vstopiti v pristanišča in poslovanje se je nadaljevalo brez prekinitve, potem ko je distributerjem zmanjkalo žigov.

## 1775–1778
Ob izbruhu ameriške revolucije je bilo veliko prebivalcev Nova Škotske rojenih v Novi Angliji in so simpatizirali z ameriškimi patrioti. Ta podpora se je počasi zmanjšala v prvih dveh letih vojne, saj so ameriški privatniki napadali vasice Nove Škotske in ladijski promet, da bi poskusili prekinjati trgovino Nove Škotske z ameriškimi lojallisti, ki so še bili v Novi Angliji. Med vojno so ameriški privatniki zajeli 225 plovil, ki so odplula ali priplula v pristanišča Nove Škotske .
Junija 1775 so Američani dosegli svojo prvo pomorsko zmago nad Britanci v bitki pri Machiasu, kjer je ameriški privatnik Jeremiah O'Brien in možje iz Machiasa, Maine, zajeli britansko vojno ladjo. V odgovor na to poraz so Britanci julija 1775 poslali iz Halifaksa dve oboroženi barki v Machias, Massachusetts, da bi zajeli upornega kapitana in njegove može. 12. julija 1775 je Jeremiah O'Brien s svojo jadrnico Machias Liberty, v sodelovanju s polkovnikom Benjaminom Fosterjem, zajel dve britanski plovili v Zalivu Fundy.
Naslednji mesec so ameriški privatniki iz Machiasa dosegli svojo tretjo zaporedno zmago v regiji z napadom na St. John.
Kot povračilo za ameriške zmage pri Machiasu in St. John so Britanci oktobra 1775 izvedli požig Falmoutha (današnji Portland, Maine). Naslednji mesec, novembra 1775, so ameriški patrioti odgovorili z ladjama Hancock in USS Franklin iz Marbleheada, ki sta izvedli napadom na Charlottetown in Canso, Nova Škotska, kjer so pridobili pet trofej. (Med napadom na Charlottetown so privatniki iskali tudi maščevanje proti Nathanielu Coffinu, lojalistu, ki je posekal Liberty Tree v Bostonu.) Prvo leto vojne se je končalo z ameriškim gusarskim napadom na Yarmouth, Nova Škotska.
Leta 1775 je v Novi Škotski začela zoreti upornost. Guverner Legge je začel ciljati na izstopajoče protestantske upornike St. Matthew's Church, John Fillisa in sodnika Williama Smitha in duhovnika Johna Frosta. Guverner Legge je prav tako ciljal na sodnika Setha Hardinga iz okrožja Liverpool, ki je odšel oktobra 1775 in se ni vrnil. Po Cahillu so se "primeri nezakonitega zatiranja in majhnega tiraniziranja, kot so sočasne razrešitve sodnika Smitha in sodnika Frosta, končali z odpoklicem guvernerja Leggeja v London januarja 1776."
Majhna skupina prebivalcev Nove Škotske je šla na jug, da bi služila v kontinentalni vojski proti Britancem; po končanju vojne so ti uporniki dobili zemljišča v Ohiu.
Leta 1776 je prišlo tudi do oboroženega upora, kot je bil Maugervilovega upora (1776). Drugi napad je potekal po kopnem in ga je vodil Jonathan Eddy, kar je vodillo do Bitke pri Fort Cumberland. Po mnenju zgodovinarja Barryja Cahilla je ta upor pripeljal vlado Nove Škotske do "uporabe formalne zakonodaje v sodbah za zaroto, kot nujen del uradnega odziva na ameriško revolucijo." Vlada je obtožila upornike John Seccombeja in zaprla Timothy Houghtona zaradi zarote (spodbujanja upora). Malachy Salter je bil obsojen za upor v letu 1777.
Na koncu leta 1776 sta bila dva pomembna ameriška napada na Novo Škotsko. Eden od teh napadov je bil morski, ki ga je vodil John Paul Jones v [napadu na Canso). Leta 1776 je John Allan vodil indijance Maliseet, da so izzvali lojaliste na Indijanskem otoku, New Brunswick, da se pridružijo upornemu gibanju. Leta 1776 sta dva ameriška privatnika zasedla štiri plovila pri Cape Forchu, Nova Scotia in aretirala prebivalce vasi.
Marca 1777, v prvem srečanju kontinentalne mornarice z britansko vojno mornarico, je HMS Milford (1759) zajela USS Cabot (1775) v bitki pri Yarmouthu. Posadka Cabota je pobegnila, da bi našla zaščito med lokalnim prebivalstvom, dva prebivalca Yarmoutha pa sta ju skrivala 30 dni, dokler niso pobegnili nazaj v Novo Anglijo. Spopad med Milford in Cabot je bil eden izmed več v tej regiji. 2. maja 1777 je kapitan Collet v Minas Basin ukazal zajetje ameriškega privatnika ladje Sea Duck, pod poveljstvom Johna Bohannana. Plovilo so odpeljali v Windsor.
Junija so ameriški patrioti začeli ekspedicijo po reki St. John. Julija 1777 je HMS Amazon zajel patriotsko ladjo Active pred otokom Cape Sable. Avgusta 1777 so Britanci napadli Machias.
Naslednje leto, aprila 1778 so ameriški privatniki ponovno napadli Liverpool. 9. avgusta so ameriški privatniki napadli Cornwallisa v današnjem Kentvillu, kar je privedlo do britanske zgraditve trdnjavo Hughes v tem območju. Trdnjava je lahko sprejela 56 vojakov. Leta 1778 je britanska škunaHope prav tako premagala ameriško privatniško ladjo pri Cansu. Sedem patriotov je ušlo, a so bili kasneje ujeti blizu Halifaxa. Zaporniki so bili vrnjeni iz Halifaxa v Boston na plovilu Swift septembra 1778. Kartel Silver Eel je v oktobru 1778 pripeljal zapornike v Boston.
Leta 1779 so Maugerville ponovno napadli Indijanci Maliseet, ki so sodelovali z Johnom Allanom v Machias, Maine. Ujeta je bila ena ladja, domovi dveh ali treh domačinov pa so bili oplenjeni. V odgovor so zgradili blokado na ustju Oromocto reke, imenovano Fort Hughes (New Brunswick) (po imenu podguvernerja Nove Škotske, Richarda Hughesa). Junija 1779 so britanske čete v Windsoru ujele 12 ameriških privatnikov v zalivu Fundy, kjer so pluli v veliki, oboroženi ladji in plenili plovila ter prebivalce. Leta 1779 so se ameriški privatniki vrnili v Canso in plenile ribiške ladje in prebivalce, ki so bila vredna 50.000 £ na leto za Britanijo.

## 1779–1782
Leta 1779 so Britanci iz Halifaxa sprejeli strategijo, da zasedejo dele Maina, še posebej okoli zaliva Penobscot in ga spremenijo v novo kolonijo, imenovano Nova Irska. To je bilo zamišljeno kot stalna kolonija za lojaliste in baza za vojaške akcije med vojno.
V začetku julija 1779 je britanski častnik Francis McLean zapustil Halifax in vodil britansko pomorsko in vojaško silo v prostorno pristanišče v Castinu, kjer je izkrcal čete in prevzel nadzor nad vasjo. Začel je postavljati Fort George na enem najvišjih točk polotoka. Zaskrbljeni zaradi te invazije je Massachusetts poslal Penobscotovo ekspedicijo, da  oblega trdnjavo in vrne ozemlje. Obleganje se je začelo 25. julija in trajalo tri tedne, dokler ni prispel britanski poveljnik George Collier, ki je premagal ameriško ekspedicijo. (Britanci so imeli pod nadzorom Novo Irsko, načrtovano domovino lojalistov, vse do konca vojne. Namesto tega so Britanci razdelili Novo Škotsko in poimenovali novo domovino lojalistov New Brunswick.)
Konec leta 1779 so Britanci v Halifaxu doživeli nekaj pomembnih porazo. Decembra 1779 je škuna Hope nasedel blizu Sambro Island Light na otokih Three Sisters. Kapitan Henry Baldwin in še šest drugih članov posadke je bilo ubitih. Nekaj tednov pozneje je 170 britanskih mornarjev umrlo, ko sta se dve plovili – North in St Helena – razbili v nevihti ob vstopu v pristanišče Halifax.
10. julija 1780 je v bitki pred Halifaxom britanski privatnik brig Resolution (16 topov) pod poveljstvom Thomasa Rossa obračunal z ameriškim privatnikom Viper (22 topov in 130 ljudi) pri Sambro Light. V tem, kar je en opazovalec opisal kot "eno najbolj krvavih bitk v zgodovini gusarstva", sta se dva privatnika začela "hudo bojevati", med katerim sta si več kot 90 minut izmenjavala topovske udarce. Ta spopad se je končal s predajo Resolution in smrtjo 18 britanskih in 33 ameriških mornarjev.
Maja 1781 je lokalna milica Nove Škotske premagala ameriške privatnike v bitki pri Cape Splitu. Britanci in Francozi so se prav tako spopadli v pomorski bitki pri Cape Breton. Na koncu so se privatniki vrnili v napadu na Annapolis Royal (1781). V zadnjem letu napadov na Novo Škotsko so ameriški privatniki bojevali v pomorski bitki pri Halifax in napadu na Lunenburg (1782).

## Obrambne enote
Za zaščito pred napadi ameriških privatnikov je bil 84. polk (2. bataljon) nastanjen v utrdbah v Kanadi na obalah Atlantika. Fort Edward (Nova Škotska) v Windsor, [Nova Škotska]] je bil poveljniški center regimenta, da bi preprečili morebitni ameriški napad na Halifax, Nova Škotska iz zaliva Fundy. V Novi Škotski so bili ustanovljeni tudi Royal Fencible American Regiment in Royal Nova Scotia Volunteer Regiment. King's Orange Rangers so branili Liverpool, drugo največje naselje v koloniji. Najemniški hessijci so prav tako služili v Novi Škotski pet let (1778–1783). Ščitili so kolonijo pred ameriškimi privatniki, kot so to storili, ko so se odzvali na napad na Lunenburg (1782). Vodil jih je baron polkovnik Franz Carl Erdmann von Seitz. Leta 1778 je bilo v Novi Škotski 5.000 britanskih vojakov.

## Pomorska obramba
Kar zadeva pomorsko moč, je vlada leta 1776 poleg izdaje koncesij za različna plovila za gusarstvo, tudi zadržala oboroženo škuno Loyal Nova Scotian (8 topov, 28 mož). Dne 26. novembra 1776, pod poveljstvom Johna Alexandera, je Loyal Nova Scotian ponovno zasedel ladjo Friendship. Leta 1778 je bila ladja premeščena v Lunenburg in nato upokojena. Do leta 1779 je imela pomorska obramba Nove Škotske štiri ladje: fregato (32 topov), vojni slup (18 topov), oboroženo škuno (14 topov) in še en oboroženo škuno (10 topov). Te ladje so se imenovale Revenge (18 topov, 50 mož, kapitan Jones Fawson; kapitan James Gandy), Buckram (8 topov, 20 mož, kapitan Archibald Allardice) in oborožena škuna  Insulter (kapitan John Sheppard), vse so delovale po ukazih vlade. Bilo je tudi številne druge privatnece, ki so jih podpirala lokalna vasovanja: Enterprise (Liverpool),Hero (100 moških, 16 topov, kapitan Bailey, Chester), Arbuthnot, The David, Mowatt, Lady Hammond, The Fly, Sir George Hammond, Lancaster, Dreadnought (kapitan Dean iz Liverpoola), The Success, The Lively, bark Howe, in ladja Jack.
Leta 1778 so imeli ladje Nove Škotske vsaj 48 zajetij in štiri ponovna zajetja. Med leti 1779 in 1781 so jih ujeli 42.

## Pogodba iz Watertowna
Leta 1776 so indijanci Mi'kmaqi podpisali pogodbo iz Watertowna, s katero so se strinjali, da bodo podprli ameriške patriote proti ameriškim lojalistom. Tri leta kasneje, 7. junija 1779, so Mi'kmaqi "predali" pogodbo iz Watertown guvernerju Nove Škotske Michaelu Francklinu in ponovno vzpostavili mi'kmawsko zvestobo Britancem. Po odločilni zmagi Britancev nad ameriško Penobscot ekspedicijo, po mnenju mi'kmawskega zgodovinarja Daniela Paula, so se Mi'kmaqi v današnjem New Brunswicku odpovedali pogodbi iz Watertown in dne 24. septembra 1779 podpisali pogodbo o zavezništvu z Britanci.

## Galerija ameriške revolucije
- Fort Hughes/ Planters' Barracks (1778)
- Francis McLean je ustanovil in branil New Ireland (Maine), spominska plošča, St. Paul's Church (Halifax), Nova Scotia
- Napad na Lunenburg (1782)
- Hatchment barona Obersta Franza Carla Erdmana von Seitza, St. Paul's Church (Halifax), Nova Scotia, um. 1782
- polkovnik Simeon Perkins
- Jonathan Prescott

## Otok svetega Janeza in Newfoundland
Prebivalstvo otoka St. John's Island (današnji Prince Edward Island), ki je majhno v primerjavi z Novo Škotsko, je bilo leta 1774 le okoli 1215. Nova Škotska je bila opisana kot 'ščit' za preostali dve koloniji, ki je preprečila, da bi nemiri iz ameriških kolonij dosegli tudi njiju. Otok St. John's Island so v tistem času opisovali kot "model kolonije".
Ob izbruhu ameriške revolucije je Phillips Callbeck vodil otok St. John. Thomas Gage je začel rekrutirati može za pomoč za obrambo Québeca proti ameriškemu napadu; vendar so bili njegovi napori ovirani s strani skupine ameriških revolucionarjev, ki so živeli v Pictou, Nova Škotska. Skupina približno 150 ameriških vojnikov se je podala napasti ladje, ki so prinašale orožje Britancem. Čeprav so spodleteli v svojem poskusu, so prispeli v Pictou in se od tam živečih Američanov poučili o rekrutacijskih naporih ter napadli Charlottetown. Grozili so, da bodo zažgali mesto, a jih je Callback prepričal, da naj mestu prizanesijo. Callback in Thomas Wright (geodet otoka) sta bila ujeta. Oba talca sta bila na koncu osvobojena in sta se vrnila na otok 1. maja 1776.
Po napadu je bil na otok St. John poslan oborožen brig, ki je varoval otok, prav tako so oblikovali milico. Brig je odplul, ko je HMSLizard prispel septembra 1776. Načrtovali so trdnjavo, ki bi bolje varovala mesto, kot ga je mogel Fort Amherst. Po Eddyjevem napadu se je milica (ki je prej obstajala le z 20 ljudmi) povečala na 80 in poimenovali so jo The Loyal Island of St. John Volunteers. Leta 1778 je pet čet pod Timothy Hierlihyem bilo poslanih, da bi bolj utrdili otok. Ob prihodu enot je Callback prejel ukaz, da razpusti "odvečno in drago" milico. Ukazov ni upošteval. Izvedljivost napada na St. Johnovo je preučila francoska mornarica.
Otok, kljub zaznani nevarnosti, je služil predvsem kot postajališče za britanske enote na poti iz Québeca in britanske enote, ki so prinašale ujete privatnike nazaj. Skupina 200 Hessijkih najemnikov na poti v Québec je preživela leto na otoku. Delo na trdnjavi se je nadaljevalo, dokler ni Patterson (guverner) prispel leta 1780. Zanj je bilo je bilo pet čet in 8.000 funtov, ki so bili porabljeni za utrdbo, kot ogroma izguba denarja. Delo se je ustavilo in čete so se vrnile. Med vojno je bil otok zelo zvest in je preživel le malo napadov.
Leta 1765 je štelo prebivalstvo Nove Fundlandije okoli 15.000 ljudi, predvsem irskih priseljencev. Ker ni bila tehnično kolonija, Newfoundland ni plačeval davkov po Stamp Act 1765 ali Townshend Acts. Kljub manjšim težavam z britansko vlado je otok "ohranjal videz vzorne zvestobe." Otok je skorajda ni imel obramb, zato je bil Esek Hopkins poslan, da napade Newfoundland. Septembra 1776 je skupina več privatnikov zavzela tri ali štiri ladje in oplenila približno deset drugih. Leta 1777 je bila HMS Fox ujet, nekaj mesecev kasneje pa ponovno zajet nazaj. Naslednje leto so napadli mnoge druge ladje, zlasti USS Minerva.
Ob prihodu Richarda Edwardsa je bilo veliko privatnikov poraženih, do leta 1779 pa jih je ostalo zelo malo. Edwards je ukazal razdelitev topov, da bi omogočili mestom, da se branijo proti napadom. Na začetku leta 1780 je bil v Mortierju privatnik odbit s strani mesta. Tistega leta je flota, ki jo je vodil Edwards, z devetimi ladjami ujela šest privatnikov. Štirinajst jih je bilo ujetih naslednje leto. Več čet je bilo ustanovljenih in več sto vojakov je odšlo v boj proti britanskim vojakom.
Oba otoka sta imeli manjša pomanjkanja hrane, zlasti po požaru na St. Johns, ki je uničil 35 hiš in številne zaloge hrane. Ribiške industrije v obeh državah so bile zmanjšane na "nizko in obubožano stanje," in tudi splošno prebivalstvo obeh je upadlo. Prišlo je do izbruha ropov, saj je ljudem primanjkovalo različnih stvari. V letu 1779 je na St. John's prišlo do nemira, v katerem je bil en človek ubit.

## Loajalistična naselja
Približno 20.000 lojalistov je pobegnilo v Novo Škotsko med in po ameriški revoluciji. Večina jih je prišla iz zvezne države New York. Tri največja naselja so bila "dolina reke Saint John", "Digby, Nova Škotska" in "Shelburne, Nova Škotska". Cape Breton je bil ločena kolonija in je prejel 3.150 lojalistov. Ile St. Jean je prejel 300 lojalističnih beguncev. Britanci so vrnili Novo Irsko Američanom, ozemlje v Mainu pa je prešlo pod nadzor nove neodvisne ameriške zvezne države Massachusetts. Tisti iz Nove Irske so se naselili v "St. Andrews, New Brunswick". Ko je domovina lojalistov izginila, je bila Nova Škotska razdeljena, da bi sprejela lojality: tako New Brunswick kot Cape Breton sta bila ustvarjena kot ločeni koloniji za lojaliste (Cape Breton se je leta 1820 vrnil pod Novo Škotsko).
Veliko lojalistov se je naselilo v Halifaksu in so pokopani v Old Burying Ground (Halifax, Nova Škotska), vključno s številnimi črnimi lojalisti, ki imajo neoznačene grobove.
Številni britanski vojaki so postali lojalisti in njihovi polki so se naselili v različnih skupnostih po Novi Škotski. Royal Fencible American Regiment se je naselil v Wallace, Nova Škotska. Drugi bataljon 84th Regiment of Foot se je naselil v Municipality of East Hants, zlasti v Kennetcook, Nova Škotska.
Tri regimente so naselili v Digby, Nova Škotska: New Jersey Volunteers, Royal Garrison Battalion in Loyal American Regiment. Črni pionirji so se naselili v Brindley Town (danes Acaciaville, Nova Škotska).
Black Pioneers so se naselili v Annapolis Royal, Nova Škotska. Hessijski najemniki so se prav tako naselili v Annapolis Royal in na drugih krajih v Novi Škotski.
V Guysborough, Nova Škotska je bilo šest polkov, ki so se naselili: Jamaica Rangers, Jamaica Volunteers, Negro Horse, Royal North Carolina Regiment, Duke of Cumberland's Regiment in North Carolina Highlanders. Vzhodni Country Harbour, Nova Škotska je bil naseljen s tremi regimenti: Royal North Carolina Regiment, King's Carolina Rangers (glej Joseph Marshall) "South Carolina Royalists".
Kraljevski prostovoljni polk Nova Škotska se je naselil v Ship Harbour, Nova Škotska in Antigonish, Nova Škotska.
Kraljevi oranžni rangerji so se naselili v Middleton, Nova Škotska.

### Skupnosti imenovane po lojalističnih voditeljih
- Parrsboro, Nova Škotska, kolonialni guverner John Parr
- Guysborough, Nova Škotska, (Guy's borough), Guy Carleton[83]
- Carleton Corner
- Carleton Village, Nova Škotska
- Birchtown, Nova Škotska, brigadni general Samuel Birch,  Knjiga črncev
- Rawdon, Nova Škotska, Francis Rawdon-Hastings
- Digby, Nova Škotska, Admiral Robert Digby (častnik kraljeve mornarice)
- Abercrombie, Nova Škotska, general James Abercrombie
- Tiddville, Nova Škotska, Samuel Tidd, častnik za polkovnika Beverlya Robinsona
- Gilbert Cove, Nova Škotska, poročnik Thomas Gilbert
- Barton, Nova Škotska, podpolkovnik Joseph Barton
- Russell Lake, Nova Škotska, Nathaniel Russell
- Wentworth, Nova Škotska, Sir John Wentworth, 1st Baronet
- Wentworth Valley, Nova Škotska
- Wentworth Station, Nova Škotska
- Douglas, Nova Škotska, baron Charles Douglas
- Seccombes Island, Nova Škotska, častiti John Seccombe[84]
- Allendale, Nova Škotska, James Allen[85]
- Ballantynes Cove, Antigonish, (David Ballentine, 82. polk)
- Balls Creek, Nova Škotska, (Ingram Ball, 33. polk)